# كلية هامبشير
كلية هامشير هي كلية خاصة للفنون المتحررة في أميرست بالولايات المتحدة الأمريكية تم افتتاحها رسميا عام 1970 على سبيل تجربة تعليم بديل. رئيس الجامعة هو جوناثان لاش وشعار الجامعة هو "Non Satis Scire" وهي عبارة لاتينية معناها «المعرفة وحدها لا تكفي».
الكلية لديها مناهجها البديلة، وتركز على تقييم الطالب بدلا من التركيز على تقديره الدراسي. الكلية معروفة بسهولة دراسة السينما، والموسيقى، والمسرح، والفنون البصرية.
تعد الكلية في بعض المجالات من بين المؤسسات الجامعية الأولى في نسبة الخريجين الذين يلتحقون بالدراسات العليا. من بين كل 56٪ من خريجيها هناك واحد على الأقل حصل على درجة الدراسات العليا وتأتي في المرتبة 30 بين جميع الولايات المتحدة الكليات في نسبة خريجيها الذين يذهبون للوصول إلى درجة الدكتوراه.

## تاريخ الكلية
تم افتتاح كلية هامشير للطلاب في عام 1970. يعود تاريخها إلى الفترة بعد الحرب العالمية الثانية مباشرة. أول خطة لبناءها صيغت في عام 1958، وتم تنقيحها عدة مرات. بدأ التخطيط للكلية في ستينيات القرن الماضي، وتم تجاهل العديد من الأفكار التقليدية لمناهج الكلية، والحرم الجامعي، والحياة بها. لم تُذكر العديد من الأفكار الجديدة التي ولدت خلال عملية التخطيط في الوثائق الأصلية.
بعد تأسيسها في أوائل السبعينيات كانت كلية هامشير الأكثر اقبالا من قبل الطلاب في الولايات المتحدة. بعد فترة وجيزة انخفض عدد طلبات الالتحاق بها، ولكن طلبات الالتحاق زادت في أواخر 1990، وتم السماح لأكبر عدد من الطلاب بالالتحاق بالكلية منذ ذلك الحين. معدل القبول في الكلية الآن مماثل لكليات أخرى صغيرة للفنون المتحررة.

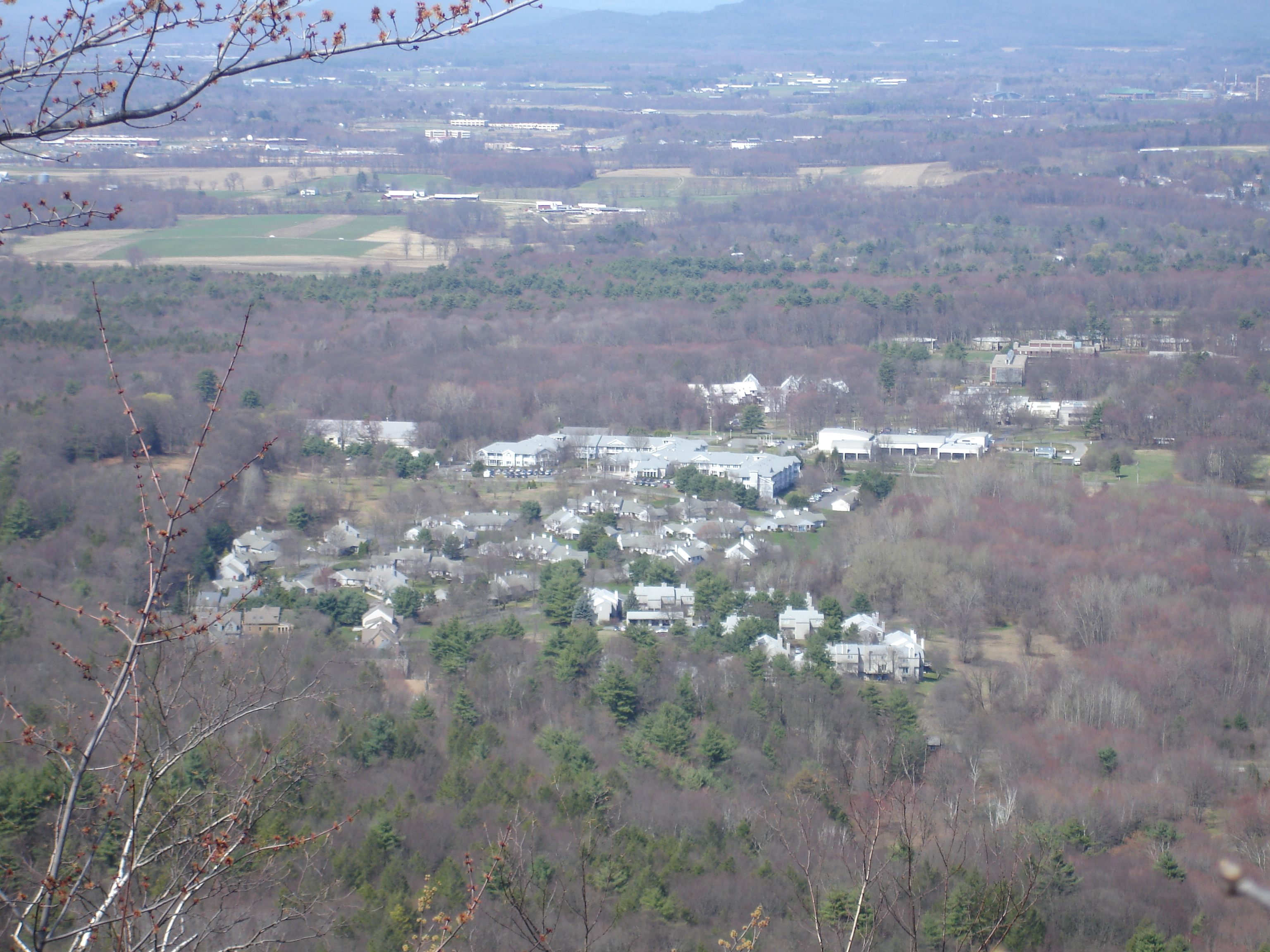
صورة للكلية تم التقاطها من جبل

عانت الكلية من صعوبات مالية منذ تأسيسها. إدارة الكلية فكرت بجدية وقف العملية التعليمية أو الاندماج في جامعة ماساتشوستس في امهرست. وفي السنوات الأخيرة كانت الكلية على أرضية مالية أكثر صلابة. حققت الاستقرار المالي عن طريق جمع التبرعات من الرؤساء في الماضي الأخيرة. وقد ميزت الكلية نفسها مؤخرا بمشروع «خطة الحرم الجامعي الدائم» و «القرية الثقافية».

## وصلات خارجية
- موقع الكلية الرسمي
- موسوعة خاصة للكلية